# Хешдате (Севедісла, Клуж)
Хешдате (рум. Hășdate) — село у повіті Клуж в Румунії. Входить до складу комуни Севедісла.
Село розташоване на відстані 321 км на північний захід від Бухареста, 19 км на південний захід від Клуж-Напоки.

## Населення
За даними перепису населення 2002 року у селі проживали 578 осіб, з них 574 особи (99,3%) румунів.
Рідною мовою назвали:
| Мова      | Кількість осіб | Відсоток |
| --------- | -------------- | -------- |
| румунська | 572            | 99,0%    |
| угорська  | 5              | 0,9%     |